# Рембач, Адам
Адам Рембач (пол. Adam Rębacz; 13 апреля 1946 года, Яновице, ПНР — 4 февраля 2016 года, Жагань, Польша) — генерал дивизии Войска Польского.

## Биография
В 1964—1967 годах подхорунжий офицерской школы танковых войск в Познани. В 1967—1975 годах командовал танковым взводом, ротой танков, а затем был помощником начальника штаба по оперативным вопросам в 27 Судетском полку средних танков в Губине. В 1975—1978 годах слушатель Академии Генерального штаба в Рембертуве.
В 1978 году остался в академии преподавателем тактики на кафедре общей тактики. В 1980 году назначен старшим оперативным офицером в штабе Силезского военного округа во Вроцлаве. В дальнейшем занимал должность начальника штаба 73 полка средних танков в Губине. В 1981—1984 командир 23 полка средних танков в Слубицах. Затем начальник штаба 11 Дрезденской танковой дивизии в Жагани. В 1987 году стал командиром этой дивизии. В 1987—1989 годах учился в Академии Генерального штаба ВС СССР в Москве. После окончания учёбы вернулся на свой пост командира дивизии.
В ноябре 1991 года произведён в генералы бригады. В 1992 году исполнял обязанности начальника отдела обучения Войска Польского. В 1993 году стал заместителем директора, а в 1996 году директором Департамента контроля Министерства Национальной Обороны. В том же году произведён в генералы дивизии.
В 1997—1998 годах командующий Варшавским военным округом. В 1998—2001 годах командующий Силезским военным округом. В апреле 2001 года назначен полномочным представителем командующего Сухопутными силами по приёмке вооружения. 28 февраля 2002 года вышел в отставку.
Жил в Жагани. В 2005—2010 годах председатель Главного комитета бывших кадровых солдат и офицеров резерва Войска Польского. С мая 2010 года по сентябрь 2013 года председатель Союза воинов Войска Польского.
Был награждён офицерским и кавалерским крестами ордена Polonia Restituta, золотой, серебряной и бронзовой медалями «Вооружённые силы на службе Родине», золотой, серебряной и бронзовой медалями «За заслуги при защите страны».
Скончался 4 февраля 2016 года.